# Carl Ludwig Schmitz
Carl Ludwig Schmitz (1900-1967) est un sculpteur germano-américain. Il fut actif à New York entre 1925 et 1967.

## Biographie
Carl Ludwig Schmitz nait à Metz, alors en Allemagne, le 9 septembre 1900. À partir de 1921, il étudie la sculpture à l'Académie des beaux-arts de Munich, auprès de Joseph Wackerle et Albert Hahn. Il émigre en Amérique en 1923. Il fréquente alors le Beaux-Arts Institute of Design, puis devient sculpteur résident. Il le restera jusqu'à sa mort, en 1967.

## Carrière
Carl Schmitz a remporté de nombreux prix pour ses sculptures, dont une médaille d'or à l'Exposition universelle de 1937 à Paris et la médaille commémorative George Dunton Widener. Il a également conçu le demi-dollar du tricentenaire du Delaware, commémorant le 300e anniversaire de la colonie suédoise du Delaware. Il préfère les sujets religieux et allégoriques, qu'il exécute souvent en terre cuite. Le Smithsonian American Art Museum conserve deux de ses œuvres.
Carl Ludwig Schmitz est souvent confondu avec le peintre paysagiste du même nom, en activité à Düsseldorf au XIXe siècle.